# Alabarda d'oro
L'Alabarda d'oro è il riconoscimento assegnato nel corso della manifestazione culturale Premio Alabarda d'oro - "Città di Trieste", Festival del Cinema, Teatro e Letteratura. Il premio prende il nome dal simbolo della città di Trieste, l'alabarda una cui preziosa riproduzione in fusione bronzea ricoperta in oro, realizzata dall'artista Bruno Chersicla, viene assegnata ai vincitori durante la cerimonia di premiazione.
Il Premio “Città di Trieste” nasce nel 2007 ideato da Mauro Caputo (attualmente direttore artistico assieme a Federica Crevatin).

## La giuria
L'Alabarda d'oro è assegnata da una giuria composta da esponenti della cultura, dell'arte, dello spettacolo, da rappresentanti delle case editrici e da personalità rappresentative della società italiana. Per l'edizione 2010 il maestro Mario Monicelli ha avuto la nomina di Presidente Onorario della Giuria. Tra i componenti della giuria delle scorse edizioni il regista Alessandro D'Alatri, la sceneggiatrice Anna Pavignano, il produttore cinematografico Amedeo Pagani, il regista e critico cinematografico Mario Sesti, l'attrice Caterina Vertova, Giorgio Pressburger. Viene conferito per speciali meriti nelle categorie letteratura, cinema e teatro. È inoltre prevista una sezione "Letteratura inediti" che premia il migliore romanzo inedito tra quelli iscritti al premio.

## I Premi
Per la sezione Cinema: Alabarda d'oro alla carriera, Alabarda d'oro per il miglior film, Alabarda d'oro per la migliore regia, Alabarda d'oro per la migliore sceneggiatura.
Per la sezione Teatro: Alabarda d'oro alla carriera, Alabarda d'oro per il miglior spettacolo.
Per la sezione Letteratura: Alabarda d'oro alla carriera, Alabarda d'oro per il miglior romanzo (edito).

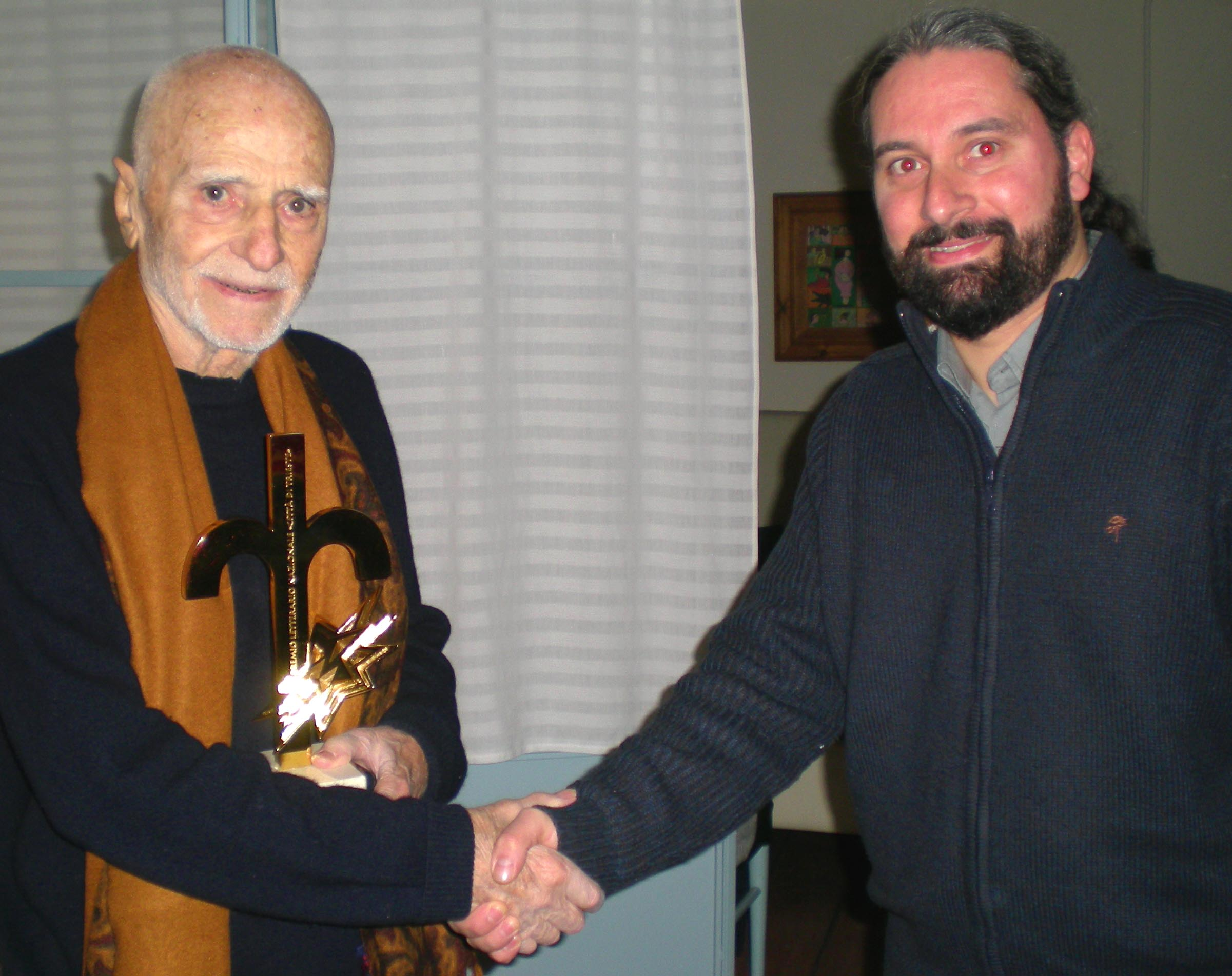
Il maestro Mario Monicelli riceve l'Alabarda d'oro alla carriera 2009

Per la sezione Letteratura inediti: Premio "Città di Trieste" per il miglior romanzo (inedito).

## Onorificenze
Dal 2009 il premio riceve l'adesione ufficiale del Presidente della Repubblica On.le Dott. Giorgio Napolitano che premia l'evento con una medaglia di rappresentanza nell'edizione 2009, 2010, 2011 e 2012.

## Vincitori Alabarda d'oro
Per la letteratura
- Alabarda d'oro 2012 - Dacia Maraini
- Alabarda d'oro 2011 - Raffaele La Capria
- Alabarda d'oro 2010 - Giorgio Pressburger
- Alabarda d'oro 2009 - Andrea Camilleri
- Alabarda d'oro 2008
- Alabarda d'oro 2007

Per il cinema
- Alabarda d'oro 2012 - Ida Di Benedetto
- Alabarda d'oro 2011 - Marco Bellocchio
- Alabarda d'oro 2010 - Franco Rosi
- Alabarda d'oro 2009 - Mario Monicelli[2]
- Alabarda d'oro 2008 - Alessandro D'Alatri
- Alabarda d'oro 2007

Per il teatro
- Alabarda d'oro 2012 - Valeria Valeri
- Alabarda d'oro 2011 - Anna Proclemer
- Alabarda d'oro 2010 - Caterina Vertova
- Alabarda d'oro 2009 - Lino Capolicchio[2]
- Alabarda d'oro 2008 - Mariano Rigillo
- Alabarda d'oro 2007

Premio speciale
- 2012 Manuel De Sica (Cinema) - Alberto Oliva (Teatro)
- 2011 Corso Salani
- 2010 Alessandro D'Alatri e Anna Pavignano

### Sezione cinema
Alabarda d'oro miglior film
- 2011 - "Noi credevamo" di Mario Martone
- 2010 - "L'uomo che verrà" di Giorgio Diritti

Alabarda d'oro miglior regia
- 2011 - "Sorelle Mai" di Marco Bellocchio
- 2010 - "Io sono l'amore" di Luca Guadagnino

Alabarda d'oro miglior sceneggiatura
- 2011 - "Noi credevamo" di Mario Martone
- 2010 - "La prima cosa bella" di Paolo Virzì
- 2009 - "Questione di cuore" di Francesca Archibugi[2]

### Sezione teatro
Alabarda d'oro miglior spettacolo
- 2011 - "Finale di partita" di Massimo Castri
- 2010 - "Festa di famiglia" di Manuela Mandracchia, Alvia Reale, Sandra Toffolatti e Mariàngeles Torres con la collaborazione di Andrea Camilleri

### Sezione letteratura
Alabarda d'oro miglior romanzo
- 2011 - "La vita accanto" di Mariapia Veladiano
- 2010 - "Vento di tramontana" di Carmelo Sardo